# Vineuil, Loir-et-Cher
Vineuil je naselje in občina v osrednjem francoskem departmaju Loir-et-Cher regije Center. Leta 2010 je naselje imelo 7.119 prebivalcev.

## Geografija
Kraj leži v pokrajini Orléanais v dolini reke Loare, 4 km jugovzhodno od Bloisa.

## Uprava
Vineuil je sedež istoimenskega kantona, v katerega sta poleg njegove vključeni še občini Montlivault in Saint-Claude-de-Diray z 10.156 prebivalci (v letu 2010).
Kanton Vineuil je sestavni del okrožja Blois.

## Zanimivosti
- cerkev sv. Martina,
- mostovi ponts chartrains na poplavnem ozemlju reke Loare in njenega pritoka Cosson,
- most sv. Mihaela na reki Cosson.